# احتكاك الحدود
يحدث احتكاك الحدود عندما يكون سطحٌ ما رطبًا بشكلٍ جزئيّ على الأقل، ولكن ليس مُزَيَّتًا لدرجةٍ كبيرةٍ تحول دون حدوث احتكاكٍ مباشر بين السطحين.

## التأثير
عندما ينزلق سطحان صلبان غير مُزَيَّتين فوق بعضهما البعض، تحدث كميةٌ محددةٌ ومتوقعةٌ من الاحتكاك، وتزداد هذه الكمية بتزايد سرعة الانزلاق، ولكنها تقف عند حدٍّ معين، وعمومًا يلي هذه الزيادة ما يُعْرَفُ بمنحنى ستريبك (Stribeck curve) على اسم المهندس الألمانيّ ريتشارد ستريبك (Richard Stribeck)، وعلى الجانب الآخر، إذا كان السطحان مُزَيَّتين بصورةٍ كاملة، عندئذٍ لن يحدث احتكاكٌ مباشرٌ أو أي تفركٍ على الإطلاق، إلا أنَّه على أرض الواقع، غالبًا ما توجد حالاتٌ تكون فيها الأسطح غير جافةٌ تمامًا أو مُزَيَّتةٌ بشكلٍ كبير وعلى الرغم من ذلك لا تتلامس على الإطلاق.
ويؤدي «احتكاك الحدود» إلى العديد من التأثيرات مثل الزيادة في التَزْيِيت خلال تولد قوى القص أو تأثير الذبذبة خلال الحركة مع زيادة ونقص قوة الاحتكاك.
على سبيل المثال، يمكن أنْ يشعر الفرد باهتزاز في بدنه عند محاولة الضغط على الفرامل أثناء القيادة على طريقٍ رطبٍ جزئيًا، كذلك فإنَّ الزجاج البارد الذي يقوم بتكثيف الرطوبة على سطحه ببطءٍ يمكن أنْ يُرْفَع حتى ينزلق تلقائيًا فوق السطح الذي يرتكز عليه.